# Federico Loygorri de la Torre
Federico Loygorri de la Torre (Málaga, 3 de septiembre de 1849 - Madrid 21 de abril de 1915) fue un político y militar español.
Fue contralmirante de la Armada española y miembro de la fracción demócrata del Partido Liberal. Fue gobernador civil de las Islas Baleares, Huesca, Navarra y Guadalajara. También fue elegido diputado por el distrito de Sagunto en las elecciones de 1881, donde en 1883 había sustituido Mariano Ros Carsí, por el de Gandesa en las elecciones generales de 1886 y nuevamente por el de Sagunto en las elecciones generales de 1898. Después fue senador por la provincia de Valencia de 1901 a 1902, por la provincia de Pontevedra de 1905 a 1907 y vitalicio desde entonces. Poco tiempo después, se trasladó a vivir a la villa de Oliva en Valencia, allí se implicó en la política olivense y mediante su influencia con el rey Alfonso XIII, consiguió que se le otorgará la categoría de Ciudad a Oliva en 1907.  Cómo agradecimiento a la figura de Federico Loygorri, la ciudad de Oliva en los años 20 le dedicó una gran Avenida en el centro de la ciudad. Actualmente todavía lleva su nombre dicha avenida y se conoce bajo el nombre de "Avenida Loygorri" o "Avinguda Loygorri" en valenciano.  